# Sint-Laurentiuskerk (Kemmel)

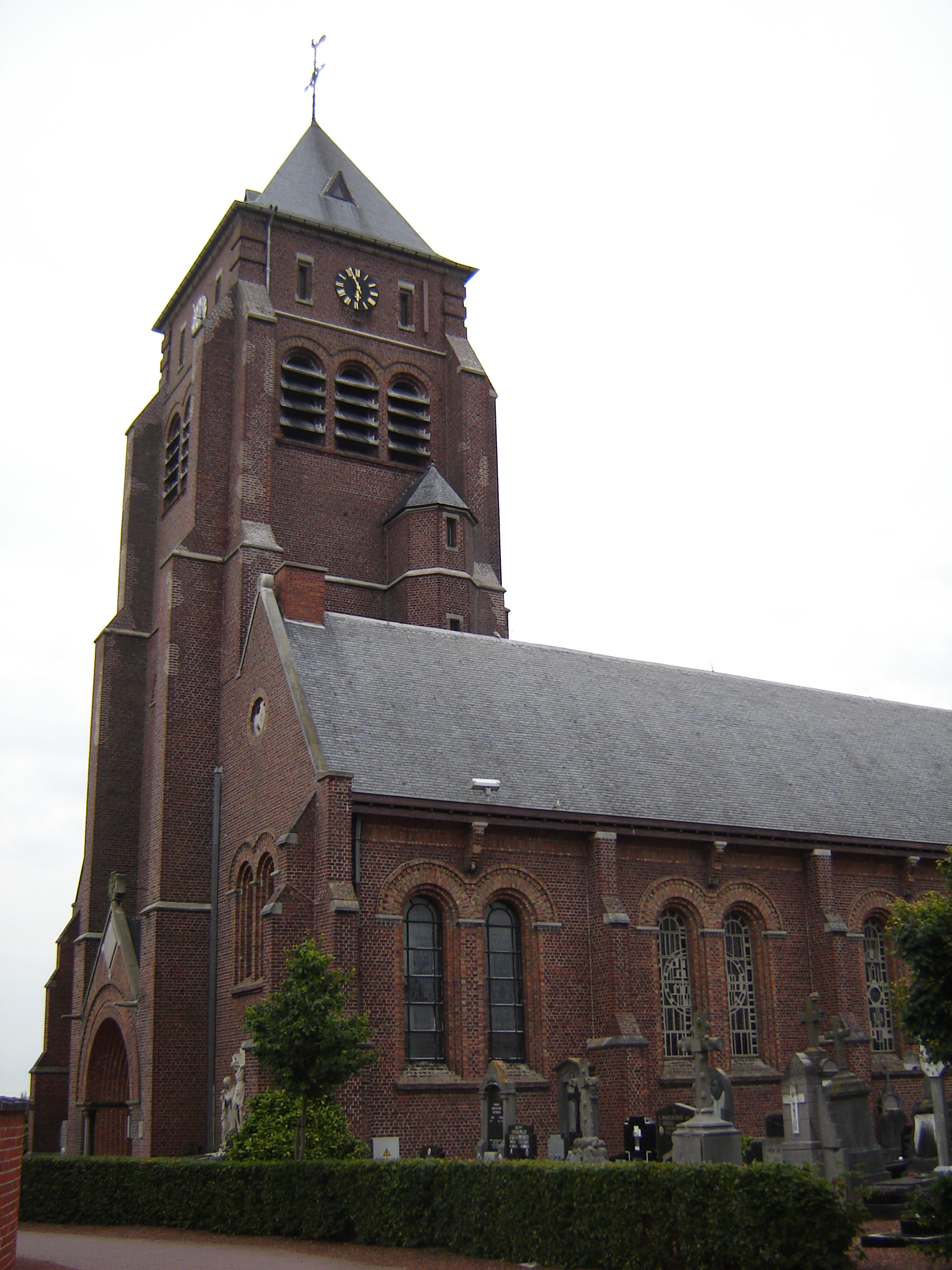
Sint-Laurentiuskerk

De Sint-Laurentiuskerk was de parochiekerk van de tot de West-Vlaamse gemeente Heuvelland behorende plaats Kemmel, gelegen aan het Sint-Laurentiusplein. De kerk werd aan de eredienst onttrokken op 1 december 2021.

## Geschiedenis
In de 9e eeuw bezat Kemmel al een kerk. Er bestond uiteindelijk een hallenkerk met westtoren, die echter tijdens de Eerste Wereldoorlog in 1918 werd verwoest.
Onder architectuur van Alexis Dumont werd een nieuwe kerk gebouwd met gotische en vooral neoromaanse elementen.

## Gebouw
De kerk heeft een ingebouwde vierkante westtoren met traptorentje. Het koor heeft een halfronde apsis.
De kerk bezit een zwartmarmeren 17e-eeuws doopvont in barokstijl. Er zijn ook twee 17e-eeuwse schilderijen, en wel een Aanbidding der wijzen, naar Jacob Jordaens; en een Marteling van Sint-Laurentius van Jeremias Mittendorf.